# Cicurina jonesi
Espèce
Cicurina jonesi est une espèce d'araignées aranéomorphes de la famille des Cicurinidae.

## Distribution
Cette espèce est endémique des États-Unis. Elle se rencontre en Oregon et en Californie.

## Description
La femelle holotype mesure 3,90 mm et les mâles 3,35 et 3,50 mm.

## Systématique et taxinomie
Cette espèce a été décrite par Chamberlin et Ivie en 1940.

## Étymologie
Cette espèce est nommée en l'honneur de David T. Jones.

## Publication originale
- Chamberlin & Ivie, 1940 : « Agelenid spiders of the genus Cicurina. » Bulletin of the University of Utah, Biological Series, vol. 30, no 18, p. 1-108.